# 夏瑪巴
夏玛巴（藏語：ཞྭ་དམར་པ་，威利转写：Zhwa-dmar-pa，THL：Shamarpa，藏语拼音：Xamarba），正式全稱為昆津夏玛巴（旧曾译“沙玛尔巴”），是藏传佛教噶舉派（俗称白教）最高持教法王之一，并且也是最早擁有活佛转世制度的藏传佛教領袖之一。至今，夏玛巴以化身方式轉世了十四次。夏瑪巴和噶玛噶举的领袖嘉华噶瑪巴有互相認證的傳統，已在位的一方與新登位的一方為師徒關係。
夏玛巴（也称红帽喇嘛，后来又称红帽噶玛巴）是藏传佛教噶玛噶举宗派一个重要的传承转世者。他的转世传承与噶玛巴有紧密的联系。自第三世噶玛巴起, 夏玛巴就是噶玛噶举派系中位居第二的喇嘛。关于第十一世、第十二世及第十三世夏玛巴的情况鲜为人知，直到现在的第十四世夏瑪巴·米龐確吉羅佐（Künzig Shamar Mipham Chokyi Lodro ，1952年-2014年），在他为第十六世噶玛巴寻找转世及认证泰耶多杰为第十七世嘉华噶玛巴后才再次成为噶玛噶举宗派一位重要人物。他生于德格县（甘孜，四川），四岁时被带到了楚布寺（西藏），在那里被第十六世噶玛巴认证为第十四世夏玛巴。

## 红帽噶玛巴
红帽噶玛巴的称呼来自于第五世达赖喇嘛（1617-1682）及第八世大司徒确吉穹乃（Chokyi Jungney ，1700-1774）的历史记载，在这些记载中当时的夏玛巴被这样称呼。

## 夏玛巴历史

### 第十三世纪
第一世夏玛巴堪竹札巴僧格（Khedrup Drakpa Senge，1283-1349)是第三世噶玛巴（1284-1339）最重要的学生之一。第二世噶玛巴曾预言，他会以两个化身(Nirmanakaya)形式显现。第三世噶玛巴证实第一世夏玛巴是除了自己之外第二世噶玛巴噶玛巴希（Karma Pakshi）的另一个化身并授予第一世夏玛巴一顶红宝石色的宝冠，它正是噶玛巴的黑冠的映像，表明了噶玛巴和夏玛巴的心是不可分的。夏玛巴的名字，意为带红帽的或红冠的，就是起源于这个时候。这也与释迦牟尼佛在劫波经里的预言相符。在这部经中说，为了使六道有情众生从轮回中解脱，有一位带红帽或红冠的大菩萨会出现。

### 第十七世纪
噶玛噶举派发展了500多年后，在17世纪初第十世噶玛巴（1604-1674年）的时候，它是藏传佛教最有影响力的宗派之一。非常受爱戴的第六世夏玛巴·米庞确吉旺秋（Mipan Chökyi Wangchuk， 1584-1630年）在当时最强大的格鲁派喇嘛第五世达赖喇嘛眼中享有崇高威望，他的去世使噶玛噶举宗派的政治地位得到削弱，从而在噶玛噶举派和格鲁派之间已郁积很久的政治冲突开始升级。第十世噶玛巴、第七世夏玛巴·耶些宁波（Yeshe Nyinpo，1631-1694年）以及他们的追随者遭到袭击，但他们都得以成功地撤离。第十世噶玛巴将他的寺院交给了第五世国师嘉察仁波切（1618-1658年）。蒙古首领固始汗（Gushri Khan）最后带着队伍攻入了后藏（当时后藏首领是第十世噶玛巴的追随者），一年后委任第五世达赖喇嘛洛桑嘉措（Lobsang Gyatso）管辖整个西藏，噶玛噶举派便失去了在西藏的所有政治影响力。获胜的格鲁派为了巩固它的政治权力，便在政治上重要的中心地区，主要在后藏，压制噶玛噶举派。27所噶玛巴寺院以及20所夏玛巴寺院被强制转换为格鲁寺院。只有噶玛巴的驻锡地楚布寺、夏玛巴的主要寺院杨巴千以及很少的几个其他寺院允许继续修习噶玛噶举传承。

### 第十八世纪
在十八世纪早期，第七世嘉察仁波切昆秋欧泽（Konchog Ozer ，1699-1765年）、第八世大司徒确吉穹乃（Chokyi Jungney，1700-1774年）、第八世夏玛巴帕千确吉顿竹（Palchen Chökyi Döndrup，1695-1732年）和第十二世噶玛巴（1703-1732年）一起去了印度和尼泊尔朝圣。在尼泊尔他们受到国王很高的礼遇，在印度他们朝拜了释迦牟尼佛的圣地。第十二世噶玛巴和第八世夏玛巴在中国雍正皇帝的统治时期享有极高的盛誉，因而皇帝于1732年邀请他们到皇宫去。在到达北京后他们俩都因染上天花而圆寂。两位格鲁巴喇嘛 Kyangkya 和 Thudka 在他们的自传中声称，这两位噶举的最高喇嘛是死于黑巫术。在第十二世噶玛巴和第八世夏玛巴圆寂后，噶玛噶举教派在西藏中心地带再次衰落。
在第十八世纪中国乾隆皇帝当政时期，强大的第六世班禅喇嘛巴登耶谢（Palden Yeshe），也就是格鲁教派的第二大喇嘛，和第十三世噶玛巴认证的第十世夏玛巴米庞确竹蒋措（Mipam Chödrup Gyamtso ，1742-1792年）是兄弟俩。第十世夏玛巴希望，他与班禅喇嘛的亲戚关系能使西藏政府让他的在前一世纪被格鲁教派强行转换的寺院重新回到原来的状况。但在这个愿望实现前，班禅喇嘛被皇帝邀请进京，并因天花而在北京圆寂了。
因为班禅喇嘛曾是皇帝的老师，出于对班禅喇嘛深深的敬重，皇帝应该赠送给了班禅喇嘛的兄弟姊妹很多金子，那么当然也包括夏玛巴。但班禅喇嘛的驻锡地扎什伦布寺却没有给第十世夏玛巴他应得的那部分。当夏玛巴的杨巴千寺的管理员对此事抱怨时，扎什伦布寺答复说，金子全部都是属于扎什伦布寺的。第十世夏玛巴还遭到诽谤，说他为了重新得到他的寺院，策划谋反西藏政府。从而在西藏政府里产生了对夏玛巴的仇恨。此时第八世达赖喇嘛不在，西藏政府由两位大臣负责。1784年夏玛巴撤离西藏去了邻国廓尔喀。
因为廓尔喀国王拉纳·巴哈都尔·沙阿（Rana Bahadur Shah）觉得乘夏玛巴的出现能使之在政治上有利可图，从而使夏玛巴卷入了一场经济政治的冲突，并最终升级为军事冲突。夏玛巴参与的谈判失败了，西藏派遣到尼泊尔的使臣被囚禁，除此之外，国王巴哈都尔（Bahadur）还派遣部队进入西藏，但在中国部队的帮助下被击退了，使尼泊尔和西藏在1792年又恢复了和平。但西藏政府将政治和军事的失败怪罪于第十世夏玛巴。作为惩罚西藏政府没收了杨巴千寺院并改变为格鲁寺院，更严重的是，还宣布禁止夏玛巴的转世出现。1792年第十世夏玛巴圆寂于黄疸病。但流传着谣言说夏玛巴是服毒自杀的。
此战役使得清朝军队得以扎住西藏，并迫使西藏接受《西藏章程二十九條》、正式建立活佛靈童转世的金瓶掣籤制度。

### 第二十/二十一世纪
1956年16世噶玛巴邀请现在的达赖喇嘛丹增嘉措（Tenzin Gyatso）到楚布寺并请求他解除对夏玛巴禁令。达赖喇嘛同意了，但建议噶玛巴首先在楚布寺进行对十四世夏玛巴的升坐典礼，然后西藏政府就可以公开解除这项禁令。升坐典礼于1957年在楚布寺举行，但在西藏政府宣布解除禁令前，达赖喇嘛、噶玛巴和夏玛巴不得不于1959年在中国共产党进军西藏前撤离西藏去印度。
虽然失去了西藏，噶玛巴还是再次请求达赖喇嘛解除对夏玛巴的禁令。1963年达赖喇嘛同意了这个请求。第二年在锡金的隆德寺举行了正式的第十四世夏玛巴的升坐典礼，在场的有藏传佛教四大教派的代表及印度和锡金政府的代表。直至1979年，夏玛巴在隆德寺从十六世噶玛巴那里得到了所有的噶玛噶举教派的教法和传承。从那以后，他游历全世界，教授噶玛噶举传承佛教。夏玛巴是“菩提道（Bodhi Path）”国际佛教组织的创办人。在这个组织中噶玛噶举传承的教法以传统的形式被传授。他也在欧雷·尼达尔喇嘛的金刚乘佛教中心授课。他的事业中特别要感谢的是，帮助泰耶多杰1994年离开了西藏并居住在噶伦堡。

## 歷代轉世的夏玛巴
| 世代           | 中文姓名                               | 生卒年度     | 威利转写                        |
| -------------- | -------------------------------------- | ------------ | ------------------------------- |
| 第一世夏玛巴   | 札巴辛給（Tragpa Senge）               | 1283 ～ 1349 | grags pa seng ge                |
| 第二世夏玛巴   | 卡卻旺波（Khachö Wangpo）              | 1350 ～ 1405 | mkha' spyod dbang po            |
| 第三世夏玛巴   | 丘帕耶些（Chöpal Yeshe）               | 1406 ～ 1452 | chos dpal ye shes               |
| 第四世夏玛巴   | 確吉札巴（Chokyi Drakpa）              | 1453 ～ 1524 | chos grags ye shes              |
| 第五世夏玛巴   | 袞秋顏拉（Köncho Yenlak）              | 1526 ～ 1583 | dkon mchog yan lag              |
| 第六世夏玛巴   | 確吉旺秋（Chökyi Wangchuk）            | 1584 ～ 1630 | chos kyi dbang phyug            |
| 第七世夏玛巴   | 耶些寧波（Yeshe Nyinpo）               | 1631 ～ 1694 | ye shes snying po               |
| 第八世夏玛巴   | 帕千確吉頓竹（Palchen Chökyi Döndrup） | 1695 ～ 1732 | dpal chen chos kyi don grub     |
| 第九世夏玛巴   | 昆秋給威炯內（Könchog Geway Jungnay）  | 1733 ～ 1741 | dkon mchog dge ba'i 'byung gnas |
| 第十世夏玛巴   | 米龐確竹蔣措（Mipam Chödrup Gyamtso）  | 1742 ～ 1793 | chos grub rgya mtsho            |
| 第十一世夏玛巴 | 因為政治因素，直到現在沒有正式的認證   | 年代不詳     |                                 |
| 第十二世夏玛巴 | 塔謝蔣揚（Tugsay Jamyang）             | 1880 ～ 1947 | 'jam dbyangs rin po che         |
| 第十三世夏玛巴 | 聽列袞秋（Tinlay Kunchap）             | 1948 ～ 1950 | 'phrin las kun khyab            |
| 第十四世夏玛巴 | 米龐確吉羅佐（Mipham Chokyi Lodro）    | 1952 ～ 2014 | mi pham chos kyi blo gros       |